# Andries Coetzee
Pour les articles homonymes, voir Coetzee.
Pas d'image ? Cliquez ici

a Compétitions nationales et continentales officielles uniquement.

b Matchs officiels uniquement.
Dernière mise à jour le 3 janvier 2023.
Andries Coetzee, né le 1er mars 1990 à Bethal (Afrique du Sud), est un joueur international sud-africain de rugby à XV évoluant principalement au poste d'arrière, mais pouvant aussi couvrir d'autres postes de la ligne de trois-quarts. Il évolue avec la franchise sud-africaine des Lions en United Rugby Championship depuis 2022.

## Carrière

### En club
Andries Coetzee commence par jouer avec la province des Blue Bulls en espoir en 2010, avant de disputer la Varsity Cup (en) (championnat universitaire sud-africain) en 2011, avec l'équipe des UP Tuks,. Il rejoint cette même année les Golden Lions.
Il commence sa carrière professionnelle en 2012 avec la franchise des Lions en Super Rugby,. La même année, il fait ses débuts avec les Golden Lions en Vodacom Cup et en Currie Cup.
En 2013, quand les Lions perdent leur place en Super Rugby au profit des Southern Kings, il est prêté une saison aux Sharks pour qu'il puisse continuer à jouer au plus haut niveau. Il ne joue cependant qu'un seul match avant de se blesser à l'épaule.
Il retourne chez les Lions en 2014, et il s'impose comme un cadre de sa franchise au poste d'arrière à partir de la saison 2015,.
En 2018, il est annoncé qu'il doit signer un contrat de trois saisons avec le club français du Rugby club toulonnais en Top 14, mais le transfert est finalement abandonné et il prolonge avec les Lions jusqu'en 2019,.
En 2020 et 2021, il fait un passage au Japon avec les Kintetsu Liners en Top League,.
En 2021, il quitte complètement les Lions pour rejoindre l'équipe italienne du Benetton Trévise en United Rugby Championship. Au bout d'une saison, il n'est pas conservé et quitte le club.
En septembre 2022, il se réengage avec son ancienne équipe des Lions, évoluant désormais en United Rugby Championship.

### En équipe nationale
Andries Coetzee est sélectionné pour la première fois avec les Springboks en mai 2017.
Il obtient sa première cape internationale avec l'équipe d'Afrique du Sud le 10 juin 2017 à l’occasion d’un test-match contre l'équipe de France à Pretoria. Ses qualités de relanceur et sa fiabilité, appréciée par le sélectionneur Allister Coetzee, fait qu'il joue ensuite tous les matchs de sa sélection lors de l'année 2017. Il ne sera néanmoins jamais rappelé en sélection par la suite, pâtissant principalement du retour en sélection de Willie le Roux,.

## Palmarès

### En club
- Vainqueur de la Currie Cup en 2015.
- Vainqueur de la Vodacom Cup en 2013.

- Finaliste du Super Rugby en 2016, 2017 et 2018.

## Statistiques
Au 9 février 2022, Andries Coetzee compte 13 capes en équipe d'Afrique du Sud, dont treize en tant que titulaire, depuis le 10 juin 2017 contre l'équipe de France à Pretoria. Il n'a inscrit aucun point. 
Il participe à une édition du Rugby Championship, en 2017. Il dispute six rencontres dans cette compétition.